# سرخه‌ده
 سرخه‌ده  روستایی است از توابع بخش مرکزی شهرستان ساوه در استان مرکزی ایران.
این روستا دارای یک پل تاریخی است که مربوط به دوره صفوی است.

## جمعیت
این روستا در دهستان نورعلی بیک قرار دارد و براساس سرشماری مرکز آمار ایران در سال ۱۳۸۵، جمعیت آن ۲۶۳ نفر (۶۳ خانوار) است.